# 茹旺松
茹旺松（法語：Jouvençon，法語發音：[ʒuvɑ̃sɔ̃]）是法国索恩-卢瓦尔省的一个市镇，属于卢昂区。

## 地理
茹旺松（46°34'27"N, 5°3'16"E）面积6.3 平方千米，位于法国勃艮第-弗朗什-孔泰大區索恩-卢瓦尔省，该省份为法国中部省份，北起顺时针与科多尔省、汝拉省、安省、罗讷省、卢瓦尔省、阿列省和涅夫勒省接壤。
与茹旺松接壤的市镇（或旧市镇、城区）包括：拉沙佩勒泰克勒、拉热内特、卢瓦西、朗西。

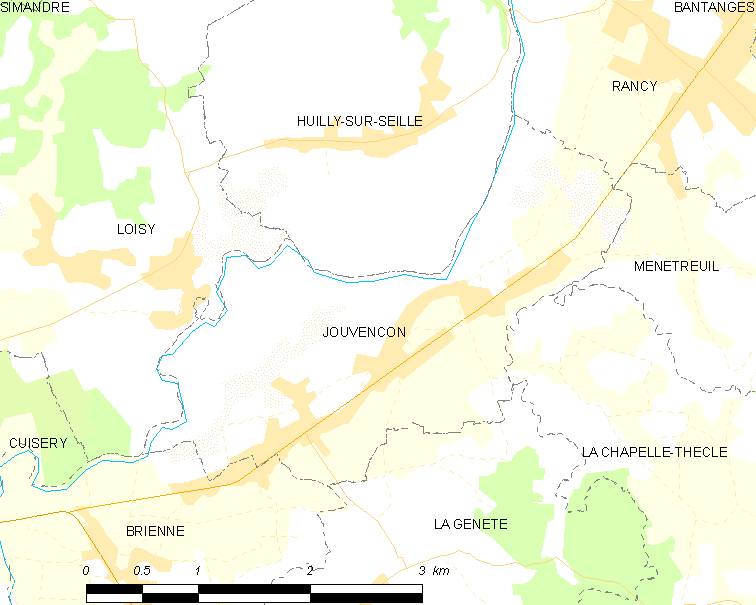
茹旺松的OSM定位图

茹旺松的时区为UTC+01:00、UTC+02:00（夏令时）。

## 行政
茹旺松的邮政编码为71290，INSEE市镇编码为71244。

## 政治
茹旺松所属的省级选区为屈索县。

## 人口

1962-2008年间茹旺松人口变化图示

茹旺松于2022年1月1日时的人口数量为454人。